# Paroisse de Saint Étienne et Saint Germain
La Paroisse de Saint Étienne et Saint Germain d'Auxerre est une église orthodoxe établie à Vézelay depuis 2003. Par sa situation géographique, elle suit le calendrier grégorien à l'exception des fêtes religieuses du temps de triode qui sont suivis sur le calendrier julien. Les offices sont célébrés en français.

## Histoire
En 1970, le prêtre américain Stephen C Headley (en), ordonné en 1979, célèbre les fêtes religieuses au sein de la communauté orthodoxe française de la région  à Vézelay chez les franciscaines. Une communauté liturgique qui se mue en une association Loi 1901 en 1989.
Le besoin d’un lieu propre pour le culte orthodoxe se fait ressentir et pousse la jeune paroisse à louer en 1998 une maison romane du XIIe siècle en ruine qui serait, selon la tradition orale du village, la plus vieille maison du village. Celle-ci est restaurée puis finalement achetée à la mairie de Vézelay par la paroisse en avril 2000.
Le 10 novembre 2003, l’archevêque orthodoxe Innokenti du diocèse de Kersonèse consacre cette ancienne maison de sabotier désormais transformé en église. Celle-ci est dédiée à deux sains patrons :
- Saint Étienne le premier martyr, pour reprendre le saint de l’ancienne église catholique à l'entrée du village, désacralisée à la Révolution Française.
- Saint Germain d'Auxerre par reconnaissance envers l'Archidiocèse de Sens-Auxerre qui a donné une partie de ses reliques à la paroisse orthodoxe de Vézelay.

## Art
L’église est constituée d’une cinquantaine d’icônes sur planches à bois peintes par Anne Everett (en),, Grégoire Aslanoff, Françoise Buire et Elisabeth Heriard.
Au sein de l'église, il y a trois grandes fresques, la plus grande est composée de cinq panneaux réalisés par le Père Patrick Doolan racontant la vie de Germain d'Auxerre dont les reliques se trouve dans l'église. On y trouve aussi trois panneaux sur la résurrection du Christ peint par le Père Nicholas Cernisoff de Moscou et une grand fresque derrière l'autel dans le sanctuaire de Notre Dame avec le Christ sur ses genoux exécuté par Bernard Frinking.
À l'extérieur, l'entrée de l'église est décoré de mosaïques représentants les deux saints patrons de la paroisse ainsi que Marie Madeleine, la sainte patronne de Vézelay. Ces œuvres ont été réalisés par Mère Gabrielle du Monastère de St. Jean Baptiste dans l'Essex en Grande-Bretagne.

## Situation actuelle
Depuis les années 1990, une diaspora orthodoxe cosmopolite s'est constitué autour de cette paroisse et les visites qui découlent de la grande popularité touristique de Vézelay, qui attire 1 million de visiteurs par an, ont permis à la paroisse de s'ancrer et de se développer.
En 2023, la paroisse a trois chefs de chœur, dont une présente toute l’année. Ainsi que la présence régulière de deux autres prêtres, notamment le père Rémi de Lille qui dessert la paroisse depuis sa consécration dans différentes capacités. L’entente avec les communautés catholiques du village sont cordiaux. Le fondateur, désormais octogénaire, prépare avec l'ensemble des fidèles - environ 70 personnes - la relève de l'église.

## Illustrations
|                                                |
| Extérieur de l'église depuis Rue de l'Hôpital. |

|                                              |
| Extérieur de l'église depuis Rue du Couvent. |

|                        |
| Intérieur de l'église. |

|                             |
| Détails d'une des fresques. |

## Personnalités publiques
- Tatiana Roy (-2012), poétesse et épouse de Jules Roy a été la première marguillière de l'église.